# ناتالی پشالا
ناتالی پشالا زاده 22 در روئن (نرماندی) یک رقصنده روی یخ فرانسوی است. در سال ۲۰۱۴، او رابطه خود را با ژان دوژاردن به صورت رسمی اعلام کرد. آنها با هم یک دختر اول به نام ژان دارند که در ۵ دسامبر ۲۰۱۵ متولد شد. آنها در ۱۹ مه ۲۰۱۸ در سنت کلود ازدواج کردند. این زوج یک دختر دیگر به نام آلیس دارند که در ۱۸ فوریه ۲۰۲۱ متولد شد.
که در۲۰۱۴۲۰۱۴، او رابطه خود را با بازیگر ژان دوژاردن رسمی می‌کند. آنها با هم یک دختر اول به نام ژان دارند که در تاریخ ۵ دسامبر ۲۰۱۵ متولد شد. آنها در ۱۹ مه ۲۰۱۸ در سنت کلود ازدواج کردند. این زوج یک دختر دیگر به نام آلیس دارند که در تاریخ ۱۸ فوریه ۲۰۲۱ متولد شد.